# Meirpgetal
Een meirpgetal (priem achterstevoren gespeld) is een priemgetal waarvan de cijfers (in de decimale basis) ook een priemgetal zijn wanneer deze achterstevoren worden geschreven.  Deze definitie sluit de vergelijkbare palindroompriemgetallen uit. Een getal wordt meirp genoemd wanneer het een meirpgetal is.
De reeks meirpgetallen begint met 13, 17, 31, 37, 71, 73, 79, 97, 107, 113, 149, 157, 167, 179, 199, 311, 337, 347, 359, 389, 701, 709, 733, 739, 743, 751, 761, 769, 907, 937, 941, 953, 967, 971, 983, 991, ... (rij A006567 in OEIS). 
Het verschil tussen elk paar van meirpgetallen is altijd een veelvoud van 18. Dit volgt uit het feit dat alle priemgetallen groter dan 2 oneven zijn (waardoor hun verschillen even zijn) en uit het feit dat verschillen tussen paren van natuurlijke getallen met omgekeerde cijfers veelvouden van 9 zijn (wat op zichzelf een gevolg is van het feit dat {\displaystyle 10^{n}-1} een veelvoud van 9 is voor elk niet-negatief geheel getal {\displaystyle n}).
Alle niet-palindroom permuteerbare priemgetallen zijn meirpgetallen.
Het is een open probleem of er oneindig veel meirpgetallen zijn.
Het grootste bekende meirpgetal is 10 10006 + 941992101 ⋅ 10 4999 + 1 {\displaystyle 10^{10006}+941992101\cdot 10^{4999}+1} (gecontroleerd September 2024).

## Bijzondere meirpgetallen
Er is een speciale subklasse van meirps, waarbij meirps {\displaystyle x} en {\displaystyle y} respectievelijk het {\displaystyle m}'de en {\displaystyle n}'de priemgetal zijn, waarbij {\displaystyle m} en {\displaystyle n} elkaars spiegelbeeld zijn. Een voorbeeld hiervan zijn 37, wat het 12e priemgetal is, en 73, wat het 21e priemgetal is. 
Er bestaat een rij van 11 opeenvolgende priemgetallen die elk ook meirp zijn, namelijk:  1477271183, 1477271249, 1477271251, 1477271269, 1477271291, 1477271311, 1477271317, 1477271351, 1477271357, 1477271381, 1477271387.